# Julián Flamarique
Julián Flamarique (n. 30 de mayo de 1983, Godoy Cruz, Provincia de Mendoza), es un piloto argentino de automovilismo de velocidad actualmente retirado. Compitió, entre otras categorías, en TC 2000, Fórmula Renault y Fórmula Súper Renault.

## Resultados

### Turismo Competición 2000
| Año  | Equipo                | Auto                | 1    | 2   | 3   | 4   | 5   | 6   | 7   | 8   | 9   | 10  | 11  | 12    | 13 | 14  | Res. | Puntos |
| ---- | --------------------- | ------------------- | ---- | --- | --- | --- | --- | --- | --- | --- | --- | --- | --- | ----- | -- | --- | ---- | ------ |
| 2003 |                       |                     | SL I | GR  | TRE | SJU | BB  | OBE | RC  | SAL | RES | SR  | BA  | SL II | AG | MDP | -    | 0      |
| 2003 | MGG Competición       | Toyota Corolla VIII |      |     |     | Ret | Ret | Ex. | NL  |     |     |     |     |       |    |     | -    | 0      |
| 2005 |                       |                     | BA I | PAR | VIE | SJU | OLA | AG  | CUR | OBE | RAF | SRA | CON | BA II | SL | GR  | -    | -      |
| 2005 | Bainotti Honda Racing | Honda Civic VI      |      |     |     |     |     |     |     |     |     |     |     | 16    |    |     | -    | -      |